# Interwencja (program telewizyjny)
Interwencja – popołudniowy program reporterski o tematyce społeczno-interwencyjnej, nadawany codziennie od poniedziałku do piątku (dawniej również w soboty) na antenie telewizji Polsat. 
W przeszłości opiekę merytoryczną nad programem sprawował Bogusław Chrabota, były dyrektor anteny i redaktor naczelny Telewizji Polsat. Pierwszym prezenterem programu był Janusz Zadura, do którego w późniejszym czasie (lecz jeszcze w 2003 roku) dołączyła Joanna Wąsowska, która była również wydawcą programu.
W programie emitowane są zazwyczaj dwa reportaże. Program jest emitowany w dni powszednie w Polsacie o 16:15 i trwa kilkanaście minut, a powtórki nadawane są także w innych kanałach Grupy Polsat Plus. 

## Interwencja Extra
Bliskopółgodzinny program interwencyjno-śledczy emitowany na antenie telewizji Polsat co poniedziałek o godz. 20:10 do jesieni 2006. Jego prowadzącymi byli Michał Bebło i Adam Kuklewicz. Dawniej był nadawany na antenie Polsat News i emitowany od poniedziałku do piątku o 21:15. Prowadzili go gospodarze „Interwencji”.

## Prowadzący
Obecnie
- Michał Bebło (od 2008)
- Milena Sławińska (od 2017)

Dawniej
- Janusz Zadura (2003–2004)
- Joanna Wąsowska (2003–2005)
- Paulina Młynarska (2004–2005)
- Adam Kuklewicz (2004–2015)
- Maciej Dowbor (2005–2007)
- Mirosław Rogalski (2005–2006)
- Beata Cholewińska (2006–2007)
- Katarzyna Olubińska (2006–2007)
- Jarosław Kulczycki (2006–2007)
- Marcin Łukasik (2015–2017)
- Michał Stela (2017–2021)